# Maria Stuart, Princess Royal

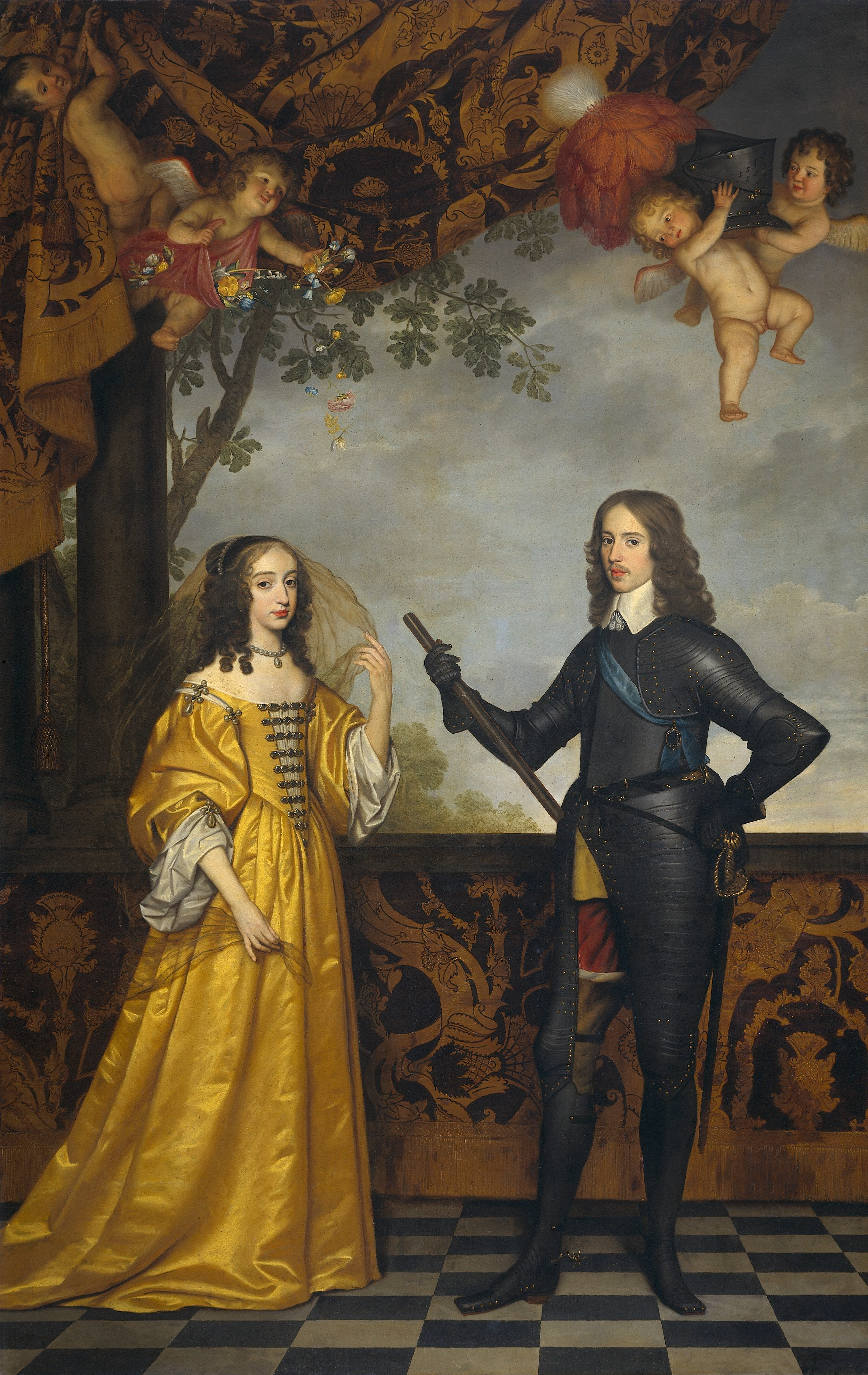
Maria med make.

Maria Stuart (engelska: Mary), född 4 november 1631 i St. James's Palace i London, död 24 december 1660 i Whitehall Palace i London, var en engelsk kungadotter. 
Hon satt i förmyndarstyrelsen för Nederländerna 1651–1660. Hon var maka till Vilhelm II av Oranien och mor till kung Vilhelm III av England. Maria var den första dottern till en brittisk monark att inneha titeln Princess Royal.

## Biografi
Hon var äldsta dotter till Karl I av England och hans drottning Henrietta Maria.

### Tidigt liv
Maria fick en fransk-influerad uppfostran av grevinnan av Roxburghe, men fadern förhindrade att hon på moderns önskan uppfostrades till katolik. Hon gifte sig, 9 år gammal, den 2 maj 1641 med den femtonårige Vilhelm II av Oranien i det kungliga kapellet i Whitehall Palace i London, men äktenskapet fullbordades inte förrän flera år senare, med tanke på brudens ringa ålder. Äktenskapet arrangerades som ett led i en allians mellan staterna, och förhandlingarna hade inletts 1640. 

### Äktenskap
Enligt äktenskapsfördraget behövde hon inte leva med sin make förrän hon fyllde tolv år, men hon lämnade England redan 1642, kanske på grund av den oroliga politiska situationen. Hon hade sitt eget engelska följe, och uppfostrades av sin engelska guvernant Katherine Stanhope. Hon stod i ett spänt förhållande till sin svärmor, Amalia van Solms, men kom väl överens med sin faster, Elizabeth Stuart, som 1621–1661 levde i Nederländerna. Under engelska inbördeskriget anlände många engelska exil-rojalister till Maria för att be om understöd, vilket försvårade relationen med svärmodern. Marias barnlöshet orsakade mycket skvaller, och det sades att hon hade blivit infertil av ett missfall 1647. 
Hennes make dog av smittkoppor den 6 november 1650, en dryg vecka innan parets son föddes. Maria och svärmodern kom nu i konflikt om sonens namn och över vem som skulle leda förmyndarstyrelsen. Namnstriden vanns av svärmodern och Maria visade sig därför inte vid dopet.

### Förmyndarregeringen
I augusti 1651 utsåg ständerna förmyndarregeringen: Maria fick där en röst, men svärmodern samt Fredrik av Brandenburg ingick också i regeringen. Maria tillbringade mycket tid borta från hovet i jaktstugan Honselaarsdijk, söder om Haag, och på slottet Teylingen, norr om Leiden. Åren 1656–1657 besökte hon sin mor vid det franska hovet. Hon hade i makens testamente utsetts till länsherre i furstendömet Orange, men förnekats rätten av svärmodern 1652; år 1656 bad hon Ludvig XIV om stöd. Hon erkändes 1658 som regent i Orange, och 1659–1660 sände Ludvig franska trupper till Orange för att hävda hennes rätt. År 1660 närvarade hon i Breda då monarkin återinfördes i England och planerade att återvända dit vid broderns tronbestigning. 
Maria var impopulär i Nederländerna på grund av sitt ekonomiska stöd till de engelska exil-rojalisterna, för att ha lett franska trupper mot Orange och sitt motstånd mot att integreras i Nederländerna – hon lärde sig aldrig tala holländska – och för att ha omgivit sig med ett engelskt hov.
Maria avled i smittkoppor och begravdes i Westminster Abbey.